# 파스칼 장틸
파스칼 장틸(프랑스어: Pascal Gentil, 1973년 5월 15일 ~ )은 2000년 올림픽과 2004년 올림픽에서 두번 연속 동메달을 획득한 프랑스의 전 태권도 선수이다. 2009년 리옹에서 열린 프랑스 선수권 대회를 마지막으로 은퇴했다.